# 清凉山镇
清凉山镇，是中华人民共和国辽宁省鞍山市岫岩满族自治县下辖的一个乡镇级行政单位。

## 行政区划
清凉山镇下辖以下地区：
东兴村、红塔村、老爷庙村、古石沟村、青凉山村、马阳村、前鞭杆村、后鞭杆村和汤沟村。